# کاتیا زامولودچیکووا
کاتیا زامولودچیکووا (به انگلیسی: Katya Zamolodchikova) (زاده ۱ مهٔ ۱۹۸۲)با نام اصلی برایان جوزف مک‌کوک (به انگلیسی: Brian Joseph McCook) زن‌پوش، بازیگر، کمدین آمریکایی است.